# Variacions (Webern)
Varicions, op. 27 (originalment i en alemany Variationen), és una composició musical que el l'austríac Anton Webern va escriure el 1936. Es va estrenar el 26 d'octubre de 1937. És la seva única obra per a piano sol. L'intèrpret de l'estrena va ser Peter Stadlen, el qual va treballar amb el mateix Webern per a la seva interpretació.

## Descripció
Antoni Webern pertanyia a la Segona Escola de Viena i el seu professor era Arnold Schönberg. Les Variationen estan escrites en el sistema dodecafònic, que va inventar Schönberg. Té tres parts: 
- I Sehr mäßig (molt moderat)
- II Sehr schnell (molt ràpid)
- III Ruhig fliessend (lleuger i tranquil).

Les tres parts estan totes molt estructurades, tan estructurades que Webern va rebre moltes crítiques, les quals al·legaven que la música estava supeditada a la forma. No obstant això, hi ha molts elements expressius en aquesta obra que demostren la importància de l'expressivitat per a Webern.

## Història
Aquesta obra es va desenvolupar entre els anys 1935 i 1936. En aquesta carta que Webern dirigeix a Hildegard Jone podem observar elprocés de composició: 
“...Buen período para el trabajo. Ya he terminado una parte de mi nueva obra. Te he dicho que escribía algo para piano. Lo que he acabado es un movimiento en forma de variación; todo ello formará una especie
de suite. En estas variaciones espero haber realizado algo en lo que
pensaba desde hace años. Goethe dijo un día a Eckermann, que estaba entusiasmado por un nuevo poema en el que llevaba en realidad pensando más de cuarenta
años.”
És l'única obra de Webern que incorpora al títol la paraula “variacions”. Això és curiós, perquè tota la seva producció artística va estar fonamentada en la idea d'una variació contínua. Les Variationen es
poden entendre com una peça culminant de la seva concepció artística.

## I Sehr mäßig (molt moderat)

### El principi
L'inici d'aquesta peça és el de “Spiegelbild”, una paraula alemanya que significa “imatge al mirall”. És a dir, tot es veu com en
un mirall: el “mirall” és al centre d'una frase musical i a partir de l'efecte que produeix s'hi pot llegir la mateixa seqüència en ambdues direccions horitzontals. Cada frase de la peça consisteix en dues seqüències iguals de notes, la segona al revés. En unes frases aquest efecte es desenvolupa sota les instruccions agògiques i dinàmiques (per exemple, en la primera frase de la
segona part, compassos 19-23, 23-26 i 26-30). En una anàlisi detallada de la peça, l'estructura es clarifica.

### La Forma
El compàs de 3/16 es manté en tota la peça. La forma és molt senzilla: consta de tres parts amb una longitud idèntica, cadascuna té 18 compassos. La segona i la tercera són variacions de la primera part. A primer cop d'ull, la partitura és difícil de desxifrar en tota la seva complexitat i entendre la seva intricada estructura. A causa dels freqüents canvis de clau i salts amb la mà canviada entre la clau de Sol i la clau de Fa, és difícil delimitar les
diverses veus.
La primera part (compassos 1-18) es pot delimitar al final del compàs 10. Els 3 primers compassos són com el tema de la peça. Després hi ha elements que poden ser definits com a respostes. En els compassos 8, 9 i 10 hi ha una resposta a aquest tema anterior, que conclou la primera part. En els compassos 11-15 es repeteixen els primers 5 compassos amb ritme diferent que reflecteix un altre “mirall” horitzontal; les notes corresponents a la mà dreta, alhora, es toquen amb la mà esquerra. En els compassos 15-18 hi ha les mateixes notes que en els compassos 8-10, només amb ritme diferent i amb les últimes 6 notes separades de la resta, la qual cosa crea una sensació de conclusió.
La segona part (compassos 19-30) comença amb tres frases més ràpides i amb el punt àlgid en el “mirall” mateix. El punt àlgid de cada frase s'expressa mitjançant una nota alta amb sforzando (primer un Sol-4, segon un Sol sostingut-4, tercer un Do-4). Aquestes tres frases preparen l'arribada al clímax de la peça. L'última de les tres frases es dirigeix a dues frases més que estan molt comprimides (compassos 30-34) i formen en fortísimo el clímax de la peça (compassos 32-34). L'última frase de la segona part (compassos 32-34) tornen a pianísimo, i prepara la tornada a l'ambient
del principi.
La tercera part està escrita en una forma molt semblant a la primera part.

#### La Dinàmica
En la segona part les instruccions dinàmiques també es reflecteixen seguint l'efecte. En la primera part la dinàmica contribueix als diferents matisos de les frases. La primera és en pianissimo, la segona en piano, el que significa un agument. La tercera frase és sobtadament
en forte, com un crit. En la inversió, aquesta frase es retira amb un diminuendo. L'última frase de la primera part està composta de nou per un diminuendo, ja que la frase comença piano i segueix en la inversió en pianíssim. En aquests moments les instruccions dinàmiques apareixen de manera aparentment autònoma del principi del “mirall”, però en realitat també hi ha un “Spiegelbild” quan es veu que tota la primera part es reflecteix a partir del forte
en ambdues direccions horitzontals. Quasi el mateix passa en al tercera
part, però sense arribar a forte. Hi ha més l'estat d'ànim de descans, que pot transmetre la sensació de resignació.

### Expressionisme
Els elements expressius són, per exemple, les frases musicals en forma de diàleg. Hi ha frases interrogatives més obertes i frases acabades que podrien ser respostes. Hi ha agògica, rubato i un cert espai per interpretar i expressar els diferents
timbres de cada compàs. Amb aquests elements la música vol comunicar i transmetre sentiments. Les pauses entre les frases a la primera i la tercera part són expressives. En alguns moments, especialment a la primera part, el fet d'ometre pauses entre les “imatges del mirall” conforma un altre element expressiu. La pausa en el compàs 17 és com una respiració abans d'acabar la primera part.
Segons el mateix Weber, la peça s'hauria d'interpretar com un Intermezzo de Brahms. Es pot comparar la peça amb l'Intermezzo op. 115 núm. 6 de Johannes Brahms.

## II Sehr schnell (molt ràpid)
El segon moviment està al centre de l'obra i és el més breu, tan sols té una pàgina, amb una indicació de durada de menys d'un minut. La peça és ràpida, molt moguda i amb un ritme agitat. Té més intervals i ja en la primera escolta es poden sentir les parelles de notes que apareixen en tota la peça. En unes ocasions hi ha un silenci entre les parelles de notes, i en altres ocasions les parelles se succeeixen sense pausa. Hi ha quatre moments en
els quals hi ha acords tríades en lloc de notes individuals.

### Forma
La forma és semblant a la d'un scherzo. Es pot dividir la peça en dos parts, entre el compàs 11 i 12. La segona part és una variació de la primera part. El principi d'aquest moviment és el del cànon
rigorós per moviment contrari.

### Dinàmica
Les instruccions dinàmiques són molt contrastades. Hi ha molts canvis ràpids de piano a forte o viceversa.

## III Ruhig fließend (lleuger i tranquil)
El tercer moviment és el més desenvolupat, està format per cinc variacions. Torna a l'ambient de calma del primer moviment, creant així una simetria de l'obra en general.
Forma:
- La primera part d'aquesta peça està formada de 12 compassos. Es pot dividir aquesta part en tres seccions (1 a 5, 5 a 9, 9 a 12). Aquesta primera part és melòdica i molt lligada.
- La primera variació (13 a 23) té més contrastos i és més lliure.
- La segona variació (23 a 33) torna a la lleugeresa.
- La tercera variació (33 a 44) de nou és més agitada. Domina un motiu nuu de corxeres.
- La quarta variació (45 a 55) té motius de síncopes i fa la peça agitada.
- La quinta variació és una coda i torna a l'ambient del principi, tranquil i amb matisos de piano i pianíssim.